# 筑前町立三輪中学校
筑前町立三輪中学校（ちくぜんちょうりつ みわちゅうがっこう）は、福岡県朝倉郡筑前町久光1600番地に所在する男女共学の公立（町立）中学校である。
2005年3月22日に筑前町が発足するまでは三輪町全域を校区としていた。校名はこの三輪町に由来する。
部落差別を徹底的に許さない校風で、優先主義をモットーにしている。

## 校区
筑前町栗田・久光・当所・森山・弥永・大塚・依井・高田・野町・新町・上高場・高上・山隈・朝園・原地蔵・南高田